# Fördergesellschaft Windenergie und andere Dezentrale Energien
Die FGW e. V. - Fördergesellschaft Windenergie und andere Dezentrale Energien (FGW) ist ein gemeinnütziger Verein, der die Energiewirtschaft vernetzt und die Fachsprache der dezentralen und erneuerbaren Energien vereinheitlicht. Die FGW zählt ca. 150 Mitglieder, dazu zählen Forschungseinrichtungen und Messinstitute, Windkraftanlagenhersteller und -zulieferer, Planungs- und Ingenieurbüros, Banken und Versicherungen sowie Energieversorgungsunternehmen und neue Stromanbieter. Die Mitgliedschaft steht allen juristischen und natürlichen Personen offen, die sich für die Förderung der Erneuerbaren Energien einsetzen. Der Sitz der Geschäftsstelle befindet sich in Berlin.

## Geschichte
Gegründet wurde die FGW 1985 unter der Bezeichnung Fördergesellschaft Windenergie, als die ersten größeren Windenergieanlagen in Deutschland errichtet wurden. Seither etablierte sich die FGW als institutionelle Plattform zur effektiven Verzahnung der technischen, wirtschaftlichen und politischen Aspekte der Windenergienutzung in Deutschland und darüber hinaus.

## Aktivitäten

### Richtlinienarbeit
Die Erarbeitung der Technischen Richtlinien für Windenergieanlagen (seit 1998: FGW-Richtlinien) begann 1992 mit dem Ziel, Messverfahren anzugeben, mit denen verlässliche und vergleichbare Daten über Windenergieanlagen nach dem neuesten Stand der Technik ermittelt werden können. Die Messungen aus den drei Bereichen – Leistungskurve, Schallemission und Elektrische Eigenschaften – sollten als Grundlage zur Beurteilung von Windenergieanlagen, z. B. in Genehmigungsfragen, bei der Beurteilung von Netzanschlussmöglichkeiten oder für verlässliche Ertragsberechnungen dienen.
Die Richtlinien der Internationalen Energieagentur (IEA), die seit den 1980er Jahren erstellt worden sind, lassen einen breiten Spielraum bei den Messungen und Auswertungen zu. Dem gegenüber sollten die Technischen Richtlinien die Voraussetzung dafür schaffen, durch weiter gehende Festlegungen die Messergebnisse unabhängig vom Durchführenden vergleichbar zu machen.
Die Messungen nach den Technischen Richtlinien können von allen qualifizierten Stellen durchgeführt werden. Über die Messung ist ein Bericht anzufertigen, dessen wesentliche Ergebnisse nach den in dieser Richtlinie angegebenen Vorgaben in einem Auszug aus dem Prüfbericht zusammengefasst werden können. Es ist jedoch neben den in diesen Technischen Richtlinien beschriebenen Vorgaben zu beachten, dass die Stellen, die diese Messungen anerkennen sollen, weitere Anforderungen an die Messinstitute stellen können.
Die Richtlinienarbeit findet bei der FGW in verschiedenen Gremien statt. Die Fachausschüsse behandeln dabei verschiedene Themengebiete und sind für die fachliche Erstellung bzw. Weiterentwicklung der Technischen Richtlinien verantwortlich. Den Fachausschüssen sind verschiedene Arbeitskreise untergeordnet, die spezifische Probleme bearbeiten. Außerdem können diese Arbeitskreise in Arbeitsgruppen unterteilt werden. Gremienmitglieder sind i. d. R. Mitglieder der FGW. Die Gremien sollten so besetzt sein, dass im Rahmen des Möglichen alle berechtigten Interessen angemessen vertreten sind. Jeder Fachausschuss hat eine/-n Obfrau/-mann. Der Geschäftsführer der FGW beruft sich bei fachlichen Entscheidungen auf die jeweiligen Obleute in den Fachausschüssen.
Folgende Technische Richtlinien (TR) wurden im Rahmen der Richtlinienarbeit entwickelt:
- TR 1 – Bestimmung der Schallemissionswerte
- TR 2 – Bestimmung von Leistungskennlinien und standardisierten Energieerträgen
- TR 3 – Bestimmung der elektrischen Eigenschaften von Erzeugungseinheiten und -anlagen, Speicher sowie für deren Komponenten am Mittel-, Hoch- und Höchstspannungsnetz
- TR 4 – Anforderungen an Modellierung und Validierung von Simulationsmodellen der elektrischen Eigenschaften von Erzeugungseinheiten und -anlagen, Speicher sowie deren Komponenten
- TR 5 – Bestimmung und Anwendung des Referenzertrages
- TR6 – Bestimmung von Windpotenzial und Energieerträgen
- TR 7 – Betrieb und Instandhaltung von Kraftwerken für Erneuerbare Energien
  - Rubrik A: Allgemeiner Teil
    - Rubrik A1: Anlagenverantwortung
- Rubrik B:
- Rubrik B2: Prüfung der elektrischen Betriebsmittel und Infrastruktur
- Rubrik B3: Gründung und Tragstrukturen bei Windenergieanlagen
- Rubrik D:
  - Rubrik D2: Zustands-Ereignis-Ursachen-Schlüssel für Erzeugungseinheiten (ZEUS)
  - Rubrik D3: Globales Service Protokoll (GSP)
  - Rubrik D3: Globales Service Protokoll (GSP) – Anhang A mit XSD-Schemadatei
- TR 8 – Zertifizierung der Elektrischen Eigenschaften von Erzeugungseinheiten und -anlagen, Speicher sowie für deren Komponenten am Stromnetz
- TR 9 – Bestimmung der hochfrequenten Emissionen von regenerativen Energieerzeugungseinheiten
- TR 10 – Bestimmung der Standortgüte nach Inbetriebnahme

### ZEREZ
Im Zentrale Register für Einheiten- und Komponentenzertifikate (ZEREZ) werden die Einheiten- und Komponentenzertifikate aller Spannungsebenen an einem Ort gesammelt. Diese Nachweise über die elektrotechnischen Eigenschaften von Erzeugungseinheiten und elektrischen Komponenten können hier von den berechtigten und interessierten Stellen eingetragen und abgerufen werden.
Nach der Elektrotechnische-Eigenschaften-Nachweis-Verordnung (NELEV) des Bundesministeriums für Wirtschaft und Klimaschutz (BMWK) sind die Marktteilnehmer ab dem 1. Februar 2025 zur Nutzung des zentralen Registers verpflichtet (vgl. § 7 Absatz 4 NELEV).
Die FGW e. V. ist seit dem 17. Juli 2024 als beliehene Stelle mit dem Betrieb des ZEREZ betraut. Rechtliche Grundlage für die Beleihung ist § 49d Absatz 3 Satz 1 des Energiewirtschaftsgesetzes (EnWG).

### Forschungsprojekte
Die FGW beteiligt sich an diversen Forschungsprojekten der Windenergie und anderen Dezentralen Energien.

### Referenzertrag
Zur Bestimmung der Korrekturfaktoren bzw. der Berechnung des zusätzlichen Zeitraums der erhöhten Anfangsvergütung werden von der FGW die Referenzerträge veröffentlicht sowie die Referenzzertifikate zur Verfügung gestellt. Dabei wird unterschieden zwischen altem Referenzstandort nach § 46, EEG und neuem Referenzstandort nach § 36h, EEG.

### Zertifizierung
Aus Anlass von bestimmten Netzengpässen waren Sorgen um die Netzstabilität in Deutschland Grundlage für die Regierung, gesetzliche technische Vorgaben zu Systemdienstleistungen von WEA mit harten Fristen zu verordnen. Die Folgen dieser Vorgaben sind bekannt und die Auswirkungen konnten kaum besser verfolgt werden als im Fachausschuss Elektrische Eigenschaften der FGW.
Mit der Veröffentlichung der BDEW „Richtlinie für Anschluss und Parallelbetrieb von Erzeugungsanlagen am Mittelspannungsnetz“ wurden in der für Windenergieanlagen entscheidenden Spannungsebene technische Anforderungen für Einspeiser aus Wind, Photovoltaik (PV), Verbrennungskraftmaschine (VKM) und andere Energieträger neu gefasst und eine Zertifikatspflicht für Einheiten und Anlagen eingeführt. Im Zusammenhang mit gesetzlichen Vorgaben aus früheren EEG-Revisionen und der Systemdienstleistungsverordnung entstand ein Rahmenregelwerk, das für Planer, Hersteller, Betreiber sowie Netzbetreiber, Messinstitute und die Zertifizierungsstellen die Notwendigkeit von gemeinsamen Prüf- und Zertifizierungsvorschriften einführte. Zugleich wurde mit der o. g. BDEW-Richtlinie die Zertifikatspflicht für den Netzanschluss und eine Akkreditierung nach ISO/IEC 17065:2012 (Konformitätsbewertung, DIN EN 45011 ersetzt im 01/2013) für die Umsetzung dieser Prüfaufgaben durch Dritte gefordert.
Der FGW-Fachausschuss für Elektrische Eigenschaften hat seitdem allgemein anerkannte Prüf- und Zertifizierungsrichtlinien für Erzeugungseinheiten und -Anlagen auf allen Spannungsebenen im breiten Konsens unter weitreichender Beteiligung aller interessierten Kreise verabschiedet und für alle in Deutschland angewendeten Netzanschlussregeln veröffentlicht. Das betrifft Anforderungen aus der o. g. BDEW-Richtlinie mit ihren vier Ergänzungen, die SDLWindV, die bereits veröffentlichten Anwendungsregeln des FNN, Anforderungen des EU-Gridcode RFG sowie des TransmissionCode 2007 und des VDN-Leitfadens „EEG-Erzeugungsanlagen am Hoch- und Höchstspannungsnetz“.
Die FGW-Prüfvorschriften sorgen gleichzeitig für einheitliche Bewertungen nach dem Stand der Technik mit dem Ziel, den Planungs- und Kommunikationsaufwand zu vermindern. Schrittweise wurden die Verfahren zunächst für Windenergieanlagen, dann für PV-Wechselrichter, Verbrennungskraftmaschinen (Synchronmaschinen direkt gekoppelt) und Speichersysteme erweitert.

### Ringversuche
Teil der Anforderungen für das Führen des FGW Konformitätssiegels ist die Teilnahme an zukünftig stattfindenden Ringversuchen der FGW. Diese Versuche dienen der Qualitätssicherung für die Anwendung der FGW-Richtlinien und zur Ermittlung von Graubereichen und Unsicherheiten. Zu diesem Zweck wird das Prüfverfahren oder Teile davon von allen teilnehmenden Prüflaboren auf identische Musterdatensätze bzw. Prüflinge angewendet. Die eingereichten Ergebnisse werden anonymisiert, untereinander verglichen und auf die im Vorfeld festgelegten Erfolgskriterien geprüft. Werden die Erfolgskriterien eingehalten, so gilt die Teilnahme am Ringversuch als bestanden.

### Leistungskennlinien
Die FGW stellt Netzbetreibern eine umfangreiche Datenbank an Leistungskennlinien von Windenergieanlagen für die Berechnung von Ausfallarbeit und deren Vergütung nach EEG zur Verfügung.

### Seminare
Die FGW führt Webinare zum Oberthema „Erfolgreicher Netzanschluss für Erzeugungsanlagen am Mittelspannungsnetz für Betreiber, Fachplaner und Installateure“ durch. Es werden an praktischen Beispielen die notwendigen Dokumente behandelt sowie auf Hilfsmittel und unterstützende Kontakte hingewiesen. Die FGW-Webinare werden von Experten der verschiedenen Zertifizierungsstellen abgehalten, die sich über die FGW e.V. organisieren.